# Xigang

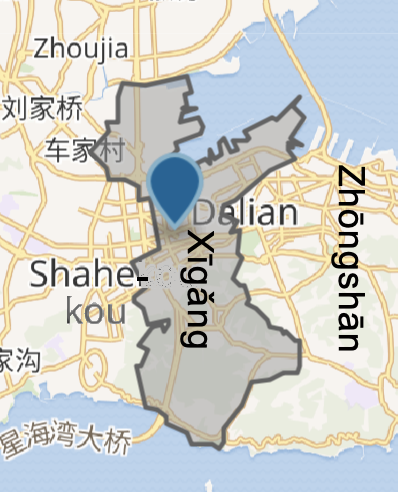
Lagekarte

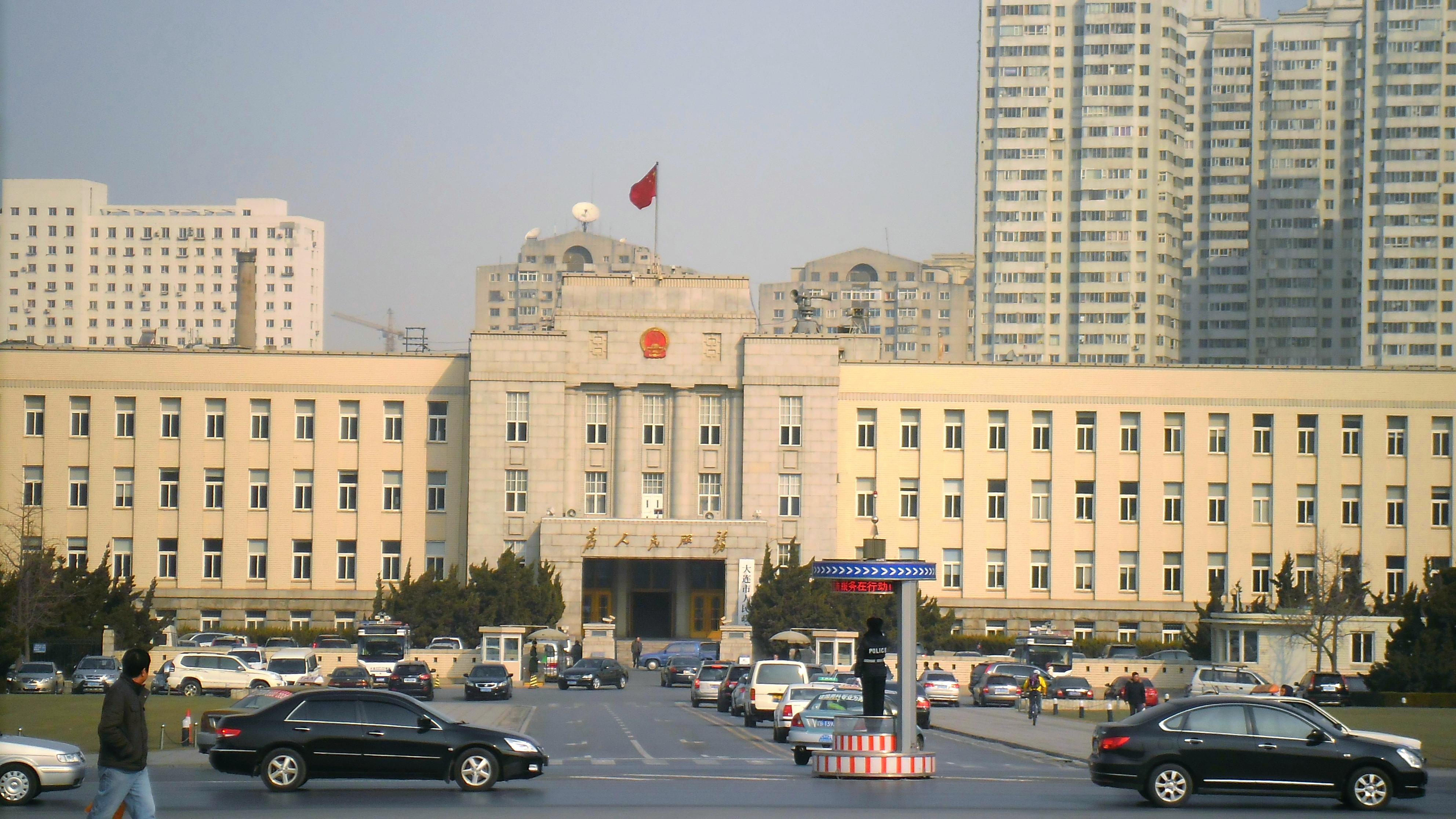
Sitz der Stadtregierung von Dalian

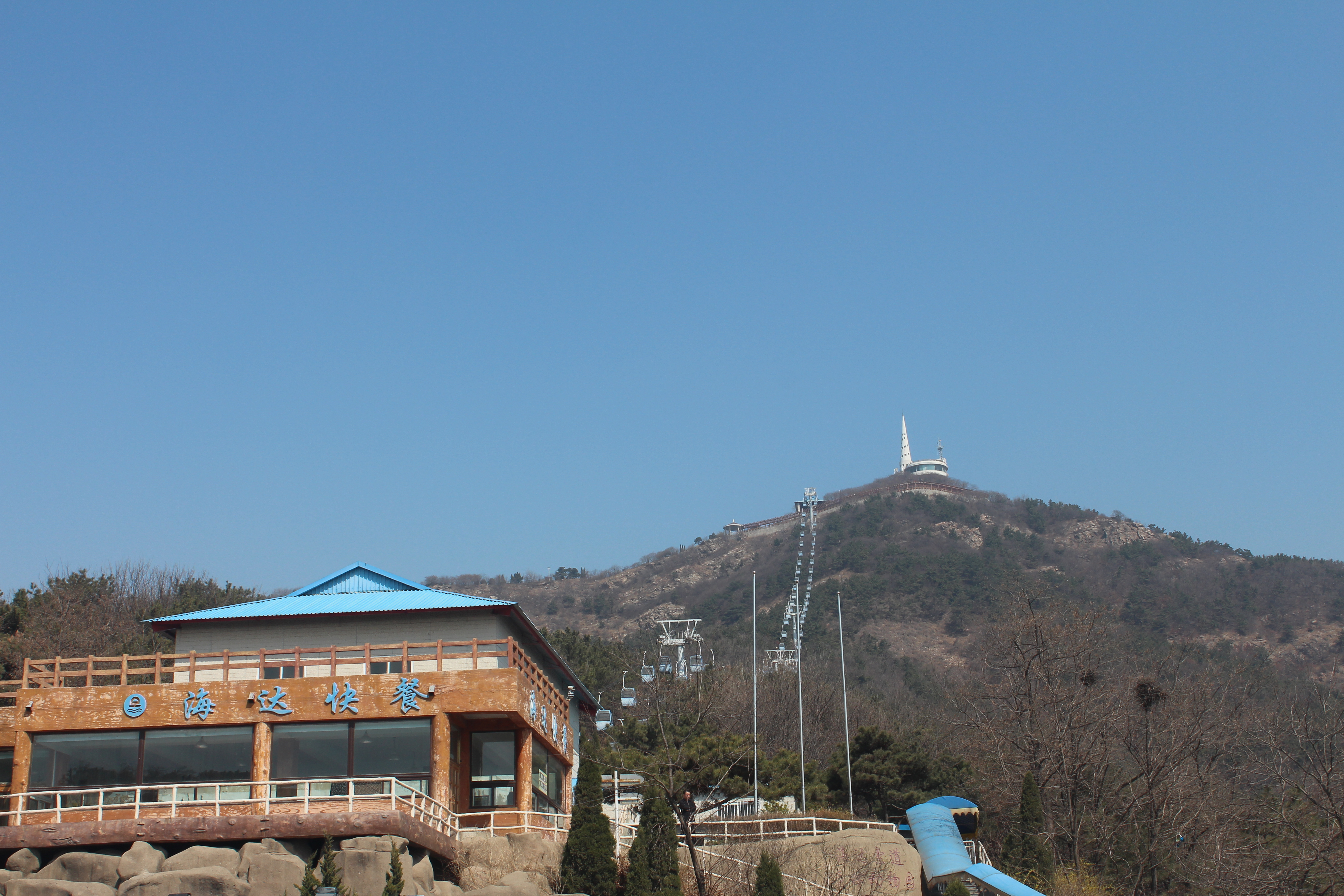
Seilbahn im Waldzoopark

Der Stadtbezirk Xigang (西岗区,  Xīgǎng Qū, übersetzt „Westlicher Anhöhenbezirk“) ist ein Stadtbezirk der Unterprovinzstadt Dalian in der chinesischen Provinz Liaoning. Xigang hat eine Fläche von 28,99 km² und zählt 305.317 Einwohner (Stand: Zensus 2020), 10.532 E./km². Er ist Sitz der Stadtregierung. Der Norden des Stadtbezirks bilden das Stadtzentrum von Dalian. Nach Süden erstreckt er sich bis an die Südküste der Halbinsel, an deren Wurzel er liegt. Hier gibt es viel Wald mit einem Zoopark. Wie die beiden Nachbarbezirke Zhongshan 中山区 (östlich) und Shahekou 沙河口区 (westlich und südwestlich) ist er von der Straßenbahn erschlossen. Xigang und Zhongshan sind außerdem durch die Dalian Metro erschlossen, die auch zun nördlich einer Meeresbucht gelegenen Teilen des Stadtbezirks Jinzhou (金州) fährt.

## Administrative Gliederung
Auf Gemeindeebene setzt sich der Stadtbezirk aus sieben Straßenvierteln zusammen. 